# Вльорська затока
Вльо́рська зато́ка (алб. Gjiri i Vlorës) — велика затока Адріатичного моря в Південній Європі. Затока відкрита до моря на північному заході, значною мірою оточена лагуною Нарта на півночі, Керавнійськими горами на сході й південному сході та півостровом Карабурун на південному заході. На березі затоки розташоване албанське місто Вльора.

## Охорона природи
Затока забезпечує чудове середовище існування для великої кількості видів птахів і рослин і має статус важливої орнітологічної території.
Півострів Карабурун, що відділяє затоку від Адріатичного та Іонічного морів, є заповідною територією морського парку Карабурун-Сазан.
Вивчення Вльорської затоки було одним із головних проєктів факультету навігації Університету Вльори за останні кілька років.
Температура води у Вльорській затоці коливається від 15 °C в лютому до 25 °C у серпні (в окремі роки — до 28 °C)

## Історія
В античні часи затока Вльора була південною межею Іллірійського узбережжя. Керавнійські гори на півдні утворювали природний кордон, що відокремлює Іллірію від Епіру.    Прибережну зону затоки заселили давньогрецькі колоністи, які заснували поселення Орікум, Троніон та Аулон.    Сліди іллірійських поселень виявлено біля підніжжя гірського пасма острова Карабурун та на рівнині Дукат на півдні затоки 
У римські часи регіон ставав ареною деяких битв Цезаря. Існує припущення, що в ході громадянської війни проти Помпея Юлій Цезар перетнув Атлантику, вирушивши з Бриндізі і висадившись у Вльорській затоці, звідки попрямував на північ, де його війська зазнали поразки у битві при Діррахіумі (нині — Дуррес) 10 липня 48 р. до н. е.  Птолемей згадує Аулон (Вльору) на території Тауланта. 

## Військова база
На Південно-західному краю затоки лежить гавань, у якій розташовано військово-морську базу Пашаліман (алб. Pashalimani).
У часи холодної війни з 1957 року СРСР розбудував у гавані власну військову базу. Проте з погіршенням радянсько-албанських відносин у 1961 році радянські війська було випроваджено із затоки, при цьому 4 з 12 радянських підводних човнів албанці залишили собі..
У ході заворушень 1997 року базу зруйнували, відновили у 2000-х у співпраці з Туреччиною. У 2022 році керівництво Албанії наголошувало на важливості бази для сил НАТО на тлі російської агресії проти України.
| - Історична карта затоки 1573 року - Вид з повітря - На заході сонця - Порт Вльора - Панорамний краєвид |